# بحيرة رودريغو دي فريتاس

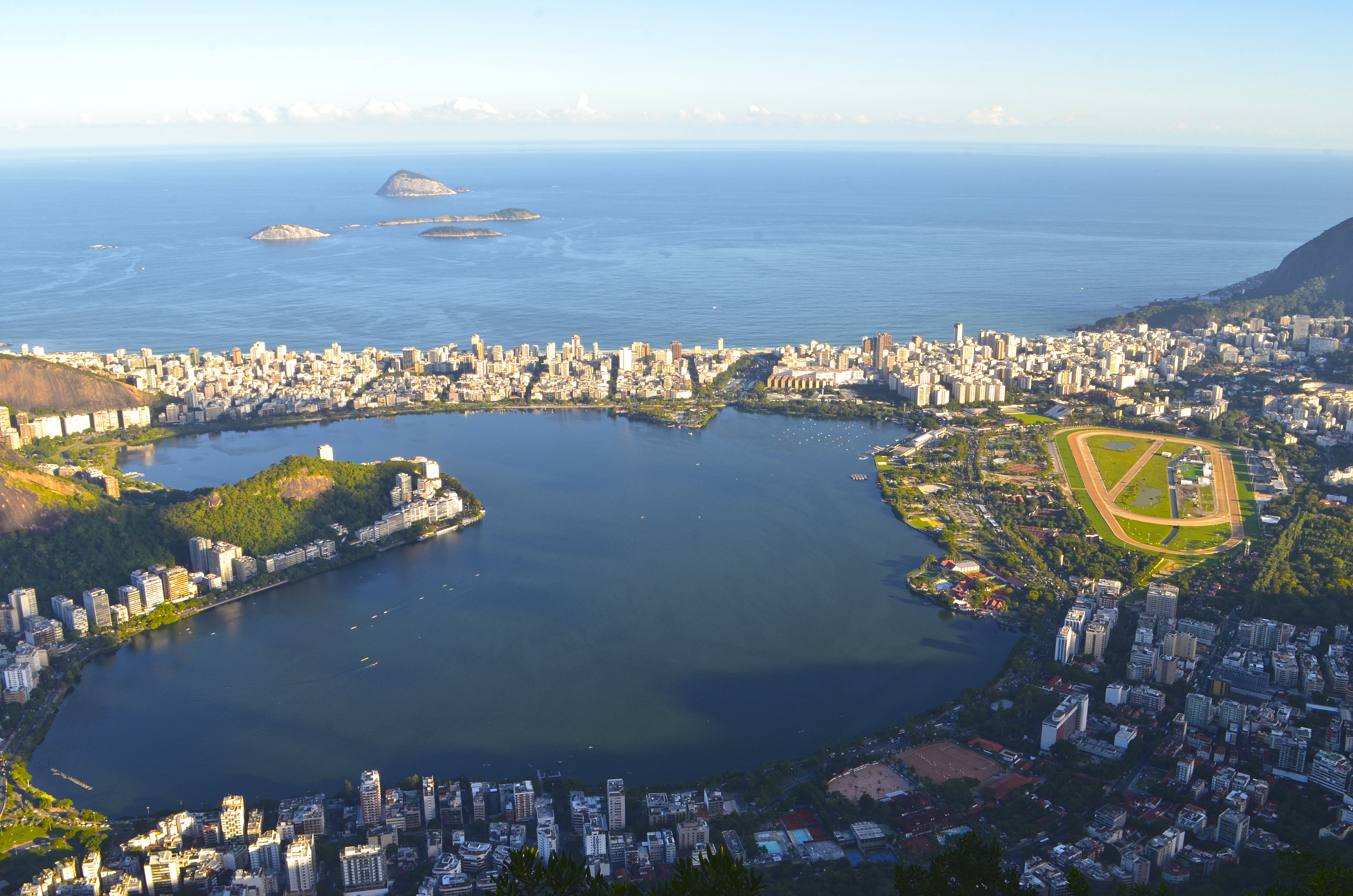
بحيرة رودريغو دي فريتاس.

بحيرة رودريغو دي فريتاس (بالبرتغالية: Lagoa Rodrigo de Freitas‏) بحيرة في حي لاجوا في منطقة زونا سول (المنطقة الجنوبية) في ريو دي جانيرو في البرازيل. مياه البحيرة تصل إلى المحيط الأطلسي، مما يسمح لمياه البحر للدخول إلى القناة على طول حافة الحديقة المعروف محليا باسم جارديم دي علاء.